# Communauté de communes du Gâtinais en Bourgogne
Pour les articles homonymes, voir Gâtinais (homonymie) et Bourgogne.
La communauté de communes du Gâtinais en Bourgogne  est une communauté de communes française, située dans le département de l'Yonne en région Bourgogne-Franche-Comté.

## Historique
La communauté de communes est créée le 9 juin 1997.
Le 1er janvier 2014, la commune de Piffonds quitte l'intercommunalité, pour rejoindre la toute nouvelle communauté de communes du Villeneuvien. Elle est réintégrée au 1er janvier 2016 ainsi que les communes de Bussy-le-Repos et Chaumot lors de la disparition de la communauté de communes du Villeneuvien.

## Territoire communautaire

### Composition
La communauté de communes est composée des 26 communes suivantes :

| Nom                    | Code Insee | Gentilé            | Superficie (km2) | Population (dernière pop. légale) | Densité (hab./km2) |
| ---------------------- | ---------- | ------------------ | ---------------- | --------------------------------- | ------------------ |
| Chéroy (siège)         | 89100      | Caroissiens        | 10,52            | 1 763 (2022)                      | 168                |
| La Belliole            | 89036      |                    | 8,49             | 220 (2022)                        | 26                 |
| Brannay                | 89054      | Brannaysiens       | 10,81            | 778 (2022)                        | 72                 |
| Bussy-le-Repos         | 89060      |                    | 23,79            | 455 (2022)                        | 19                 |
| Chaumot                | 89094      |                    | 14,86            | 701 (2022)                        | 47                 |
| Cornant                | 89116      | Cornantais         | 5,06             | 364 (2022)                        | 72                 |
| Courtoin               | 89126      | Courtoinais        | 6,15             | 35 (2022)                         | 5,7                |
| Dollot                 | 89143      | Dollotiens         | 15,28            | 326 (2022)                        | 21                 |
| Domats                 | 89144      | Domatiens          | 24,15            | 795 (2022)                        | 33                 |
| Égriselles-le-Bocage   | 89151      | Égrisellois        | 23,69            | 1 387 (2022)                      | 59                 |
| Fouchères              | 89180      | Folchériciens      | 14,72            | 460 (2022)                        | 31                 |
| Jouy                   | 89209      | Joviciens          | 17,6             | 519 (2022)                        | 29                 |
| Lixy                   | 89229      |                    | 12,02            | 489 (2022)                        | 41                 |
| Montacher-Villegardin  | 89264      | Archéromontains    | 29,2             | 719 (2022)                        | 25                 |
| Nailly                 | 89274      | Naillytons         | 21,61            | 1 329 (2022)                      | 61                 |
| Piffonds               | 89298      | Puifondins         | 24,55            | 588 (2022)                        | 24                 |
| Saint-Agnan            | 89332      | Agnanais           | 13,22            | 934 (2022)                        | 71                 |
| Saint-Valérien         | 89370      | Valérianais        | 22,31            | 1 806 (2022)                      | 81                 |
| Savigny-sur-Clairis    | 89380      | Savigniens         | 16,44            | 451 (2022)                        | 27                 |
| Subligny               | 89404      |                    | 7,88             | 520 (2022)                        | 66                 |
| Vallery                | 89428      | Valleriais         | 12,43            | 579 (2022)                        | 47                 |
| Vernoy                 | 89442      | Vernoyens          | 14,42            | 244 (2022)                        | 17                 |
| Villebougis            | 89450      | Bogiciens          | 11,81            | 635 (2022)                        | 54                 |
| Villeneuve-la-Dondagre | 89459      | Dondagrois         | 14,55            | 337 (2022)                        | 23                 |
| Villeroy               | 89466      |                    | 7,1              | 385 (2022)                        | 54                 |
| Villethierry           | 89467      | Villathéodoriciens | 20,88            | 800 (2022)                        | 38                 |

### Démographie
| 1968  | 1975  | 1982   | 1990   | 1999   | 2008   | 2013   | 2018   |
| ----- | ----- | ------ | ------ | ------ | ------ | ------ | ------ |
| 9 130 | 9 112 | 10 337 | 12 568 | 13 981 | 16 005 | 17 208 | 17 470 |

## Administration

### Siège
Le siège de la communauté de communes est situé à Chéroy.

### Les élus
Le conseil communautaire de la communauté de communes se compose de 41 conseillers, représentant chacune des communes membres et élus pour une durée de six ans.
Ils sont répartis comme suit :
| Nombre de conseillers | Communes |
| --------------------- | --- |
| 3                     | Chéroy, Saint-Valérien |
| 2                     | Brannay, Chaumot, Domats, Égriselles-le-Bocage, Montacher-Villegardin, Nailly, Piffonds, Saint-Agnan, Vallery, Villebougis, Villethierry |
| 1 (+1 suppléant)      | les 13 autres communes |

### Présidence
| Période                                  | Période  | Identité               | Étiquette | Qualité                                                       |
| ---------------------------------------- | -------- | ---------------------- | --------- | ------------------------------------------------------------- |
| Les données manquantes sont à compléter. |          |                        |           |                                                               |
| 2008                                     | 2020     | Henri de Raincourt     | UMP-LR    | Ancien sénateur, ancien maire de Saint-Valérien (1977 → 2001) |
| 2020                                     | En cours | Jean-François Chabolle | LR        | Maire de Vallery (2020 → )                                    |

### Compétences
- Aménagement de l'espace
  - Aménagement rural (à titre facultatif)
  - Constitution de réserves foncières (à titre obligatoire)
  - Création et réalisation de zone d'aménagement concerté (ZAC) (à titre obligatoire)
  - Études et programmation (à titre obligatoire)
- Autres
  - Étude, schéma et mise en œuvre d'opérations programmées d'hydraulique agricole au titre de l'aménagement de l'espace rural (à titre facultatif)
  - Étude, création, aménagement et mise en œuvre de zones d'activités intercommunales. Cette activité inclus, entre autres, des compétences en matière d'urbanisme, d'acquisitions foncières, de commercialisation et viabilisation, et s'exercera quel que soit l'objet des zones d'activités. Ces zones d'activités peuvent, notamment, avoir pour vocation l'implantation d'entreprises ou être liées aux infrastructures, équipements ou ouvrages autoroutiers (aire de service, gares de péage ...) (à titre facultatif)
- Développement et aménagement économique
  - Action de développement économique (Soutien des activités industrielles, commerciales ou de l'emploi, soutien des activités agricoles et forestières...) (à titre obligatoire)
  - Création, aménagement, entretien et gestion de zone d'activités industrielle, commerciale, tertiaire, artisanale ou touristique (à titre obligatoire)
- Énergie
  - Hydraulique (à titre facultatif)
  - Production, distribution d'énergie (à titre facultatif)
- Environnement
  - Assainissement non collectif (à titre facultatif)
  - Collecte et traitement des déchets des ménages et déchets assimilés (à titre optionnel)
  - Politique du cadre de vie (à titre optionnel)
  - Protection et mise en valeur de l'environnement (à titre optionnel)
- Logement et habitat
  - Action et aide financière en faveur du logement social d'intérêt communautaire (à titre optionnel)
  - Politique du logement social (à titre optionnel)
  - Programme local de l'habitat (à titre optionnel)

### Régime fiscal et budget
Le régime fiscal de la communauté de communes est la fiscalité professionnelle unique (FPU).